# Ponte Calafat-Vidin
Il Ponte Calafat-Vidin (in romeno: Podul Calafat–Vidin; in bulgaro: Мост Видин–Калафат, Most Vidin–Kalafat), chiamato anche Ponte Nuova Europa o Ponte Danubio 2, è un collegamento stradale e ferroviario che attraversa il Danubio, unendo le città di Calafat in Romania e di Vidin in Bulgaria. Inaugurato nel 2013, è il secondo ponte ad attraversare il confine tra i due Stati. L'attraversamento del ponte è soggetto a pedaggio.

## Storia
Per decenni Bulgaria e Romania hanno ipotizzato la costruzione di un secondo ponte sul Danubio in seguito al completamento del Ponte dell'amicizia nel 1954, ma l'idea rimase solo sulla carta, a causa della mancanza di fondi o di disaccordi tra i due Stati sulla collocazione di un nuovo ponte sul Danubio. I primi progetti per la costruzione di un ponte tra Calafat e Vidin risalivano addirittura al 1909, ma i lavori per la costruzione del ponte sono iniziati solamente nel 2007, pochi mesi dopo l'adesione dei due Stati all'Unione Europa, che ha finanziato l'infrastruttura per metà. Il luogo scelto per la costruzione del ponte non è casuale: le due regioni che si affacciano su questo tratto di Danubio sono infatti le più povere e depresse dei due Stati balcanici e, quindi, dell'intera Unione Europea. Il ponte, quindi, oltre a rendere più agevole l'attraversamento del fiume rispetto ai traghetti e collegare più agevolmente i due Stati balcanici, avrebbe favorito lo sviluppo economico delle regioni limitrofe, oltre ad avvicinare la Bulgaria al resto dell'Europa. Il ponte è stato inaugurato con una solenne cerimonia il 14 giugno 2013, alla presenza del premier romeno Victor Ponta, di quello bulgaro Plamen Orešarski e del rappresentante europeo per le politiche regionali Johannes Hahn. Al 2019, tra i 20 e i 25.000 veicoli attraversano settimanalmente il collegamento.

## Descrizione
Il ponte si trova nella parte occidentale del confine tra i due Stati non distante dal confine con la Serbia, a circa 300 chilometri ad ovest del Ponte sul Danubio, situato tra le città di Giurgiu e Ruse. Con una lunghezza di quasi 2000 metri, è il più grande ponte mai costruito sul fiume più lungo d'Europa.
Si tratta di un ponte estradosso (tipologia di ponte che unisce elementi del ponte strallato a quelli di un ponte a trave a scatola) lungo 1971 metri con una luce massima di 180 metri. Il ponte ospita due carreggiate a due corsie per il traffico automobilistico, due binari ferroviari e due ampi marciapiedi che comprendono una pista ciclabile per pedoni e ciclisti. Il ponte è soggetto a pedaggio: 6€ per le automobili, 25 € per gli autobus e 37€ per gli autoarticolati; l'attraversamento del ponte per pedoni e ciclisti è invece gratuito.
Il ponte è attraversato dal corridoio paneuropeo IV, che collega Dresda a Istanbul e dalla strada europea E79. Il ponte non è collegato alla rete autostradale né della Bulgaria né della Romania.